# 알리 알파라지
알리 알파라지(Ali al-Faraj, 1969년 ~ )는 사우디아라비아의 부동산 재벌로 잉글랜드 프리미어리그의 포츠머스 FC의 옛 구단주였다.

## 일생과 경력
알파라지는 사우디아라비아 리야드 출생으로, 거대 석유화학 회사인 SABIC를 소유하고 있으며 사우디아라비아와 영국에서 사업을 펼쳤다.
2009년 이스라엘 출신의 프랑스 사업가 알렉상드르 가이다마크으로부터 금융위기로 붕괴 직전이던 잉글랜드 프리미어리그의 포츠머스 FC를 인수해 이스라엘 출신의 아브람 그란트로 감독을 바꾸었다.
그러나 40일만에 2009년 10월 5일 아랍에미리트의 하이드라 프로퍼터즈의 최고경영자던 술라이만 알파힘에게 구단을 매각하였다.
지금은 포츠머스 FC의 회장을 역임하고 있다.

## 같이 보기
- 포츠머스 FC